# Glauco di Argo
Glauco di Argo (in greco antico: Γλαῦκος?; Argo, V secolo a.C. – Argo, V secolo a.C.) è stato uno scultore greco antico.

## Biografia
Glauco fu uno scultore attivo verso la metà del V secolo a.C.
Pausania ricorda come opere sue le statue in bronzo di Anfitrite, Poseidone ed Estia, donate da Micito e collocate nel tempio di Zeus ad Olimpia.
Per lo stesso Micito, un suo concittadino e compagno di lavoro, presumibilmente Dionisio, eseguì assieme a lui un'altra serie di statue in bronzo, inserite nel medesimo tempio e anch'esse di notevoli proporzioni, come di è potuto dedurre da alcune lastre su cui poggiavano le figure ritrovate con frammenti del basamento recante parte dell'iscrizione dedicatoria.

## Opere
- Statua in bronzo di Estia nel tempio di Zeus ad Olimpia;
- Statua in bronzo di Anfitrite nel tempio di Zeus ad Olimpia;
- Statua in bronzo di Poseidone nel tempio di Zeus ad Olimpia.